# Aliaksandr Kantoyeu
Aliaksandr Kantoyeu, en biélorusse Аляксандр Сцяпанавіч Кантоеў, né le 12 décembre 1981 est un lutteur libre biélorusse.

## Palmarès

### Championnats du monde
- Médaille de bronze en catégorie des moins de 54 kg en 2001

### Championnats d'Europe
- Médaille de bronze en catégorie des moins de 84 kg en 2013 à Tbilissi (Géorgie)
- Médaille de bronze en catégorie des moins de 55 kg en 2005
- Médaille de bronze en catégorie des moins de 55 kg en 2002